# Beatrice II d'Este

Stemma della famiglia d'Este

Beatrice II d'Este (1226 circa – Ferrara, 1262) è stata una nobildonna italiana appartenente alla casata degli Este  divenne monaca e fondò la comunità di benedettine che si raccoglie nel monastero di Sant'Antonio in Polesine ancora esistente.

## Vita
Beatrice era figlia di Azzo VII d'Este e di Giovanna di Puglia. Nacque intorno al 1230 (forse nel 1226) a Ferrara o, secondo altre fonti, nel castello di Calaone (oggi nel comune di Baone), v. sotto.
Sposò nel 1249 Galeazzo, podestà di Vicenza, che morì in battaglia poco dopo le nozze. Rimasta prematuramente vedova, decise di farsi monaca, entrando nell'ordine delle benedettine (voti professati nel 1254). Morì il 18 gennaio 1262 nel convento di Santo Stefano della Rotta.
La comunità di benedettine da lei fondata si trasferì nel 1297 nel vicino convento di Sant'Antonio in Polesine (precedentemente affidato alle agostiniane), che tuttora le ospita.
La beatificazione di Beatrice avvenne per volontà di papa Clemente XIV il 16 luglio 1774. La memoria è fissata al 18 gennaio.

## Famiglia
Beatrice, figlia di Azzo VII d'Este appartiene alla dinastia degli Este, il suo antenato Adalberto Azzo II, conte di Luni, Tortona, Genova, Milano e iudiciario di Monselice, diede origine agli Este, agli Hannover e agli Windsor (questi ultimi cambiarono il nome da Hannover a Windsor quando divennero regnanti inglesi). A sua volta Adalberto Azzo II discende da Oberto I che diede origine alle casate dei Pallavicini e dei Malaspina.
Beatrice è nipote di Beatrice I d'Este  e cugina di Beatrice III, regina d'Ungheria. Le statue dei santi e beati della famiglia sono raccolti nella chiesa di Sant'Agostino in Modena detta anche “Pantheon Estense”.

## Inesattezze storiche
Alcuni errori sono stati chiaramente indicati dal monaco Faustino Mostardi nella biografia sulla beata da lui firmata. Altri errori sono ancora presenti e si sono diffusi in rete, tra questi:
- Luogo di nascita. In alcuni documenti viene riportato come luogo di nascita il castello di Ferrara, che al tempo della nascita di Beatrice non esisteva ancora. In altri documenti viene riportato come luogo di nascita Ferrara mentre in quel periodo gli Este non avevano ancora preso residenza effettiva in Ferrara con guerre per il controllo della città. Gli Este continuarono a vivere nei territori di Este e Rovigo. Talvolta viene riportato come luogo di nascita il castello di Este ma in quel periodo il castello era stato distrutto dalle guerre e non ancora ricostruito e la corte si era ritirata nel più sicuro castello di Calaone, che situato a 200 metri di altezza era una rocca più sicura, sia per difendersi dai nemici, sia per difendersi dalle malattie della bassa pianura. Le prove ci pervengono dai numerosi menestrelli che raggiungevano la corte di Calaone per cantare lodi alle donne della casata.
- Aspetto fisico. Il quadro Lucrezia Borgia nei panni della beata Beatrice II attribuito all'artista Bartolomeo Veneto, è stato molte volte nei secoli confuso per il reale ritratto della beata Beatrice II. In realtà Lucrezia Borgia amava farsi ritrarre nei panni di vari personaggi e santi. Alcuni siti religiosi che parlano di santi riportano ancora erroneamente il quadro come se fosse effettivamente il ritratto della santa.
- Confusioni tra le tre beate. Le beate Beatrice I, Beatrice II e Beatrice III vengono spesso confuse e la biografia di una di loro è associata all'immagine di un'altra. Inoltre l'ordine I, II, III è un ordine di beatificazione e non un ordine cronologico di nascita. In passato si è usato la prima classificazione o la seconda a seconda del caso, e questo ha causato vari problemi di interpretazione.

## Ascendenza
|                    |   |                      | Genitori                 |  |  | Nonni |  |  | Bisnonni      |  |  | Trisnonni       |  |
|                    |   |                      |                          |  |  |       |  |  | Azzo V d'Este |  |  | Obizzo I d'Este |  |
|                    |   |                      |                          |  |  |       |  |  | Azzo V d'Este |  |  | Obizzo I d'Este |  |
|                    |   | Sofia da Lendinara   |                          |  |  |       |  |  | Azzo V d'Este |  |  |                 |  |
| Azzo VI d'Este     |   |                      |                          |  |  |       |  |  | Azzo V d'Este |  |  |                 |  |
|                    |   | …                    | …                        |  |  |       |  |  |               |  |  |                 |  |
|                    |   | …                    | …                        |  |  |       |  |  |               |  |  |                 |  |
|                    |   | …                    | …                        |  |  |       |  |  |               |  |  |                 |  |
| Azzo VII d'Este    |   | …                    |                          |  |  |       |  |  |               |  |  |                 |  |
|                    |   | Rinaldo di Châtillon | Enrico di Châtillon      |  |  |       |  |  |               |  |  |                 |  |
|                    |   | Rinaldo di Châtillon | Enrico di Châtillon      |  |  |       |  |  |               |  |  |                 |  |
|                    |   | Rinaldo di Châtillon | …                        |  |  |       |  |  |               |  |  |                 |  |
| Alice di Châtillon |   | Rinaldo di Châtillon |                          |  |  |       |  |  |               |  |  |                 |  |
|                    |   | Stefania de Milly    | Philippe de Milly        |  |  |       |  |  |               |  |  |                 |  |
|                    |   | Stefania de Milly    | Philippe de Milly        |  |  |       |  |  |               |  |  |                 |  |
|                    |   | Stefania de Milly    | Isabella d'Oltregiordano |  |  |       |  |  |               |  |  |                 |  |
| Beatrice II d'Este |   | Stefania de Milly    |                          |  |  |       |  |  |               |  |  |                 |  |
|                    | … | …                    |                          |  |  |       |  |  |               |  |  |                 |  |
|                    | … | …                    |                          |  |  |       |  |  |               |  |  |                 |  |
|                    | … | …                    |                          |  |  |       |  |  |               |  |  |                 |  |
| …                  | … |                      |                          |  |  |       |  |  |               |  |  |                 |  |
|                    |   | …                    | …                        |  |  |       |  |  |               |  |  |                 |  |
|                    |   | …                    | …                        |  |  |       |  |  |               |  |  |                 |  |
|                    |   | …                    | …                        |  |  |       |  |  |               |  |  |                 |  |
| Giovanna di Puglia |   | …                    |                          |  |  |       |  |  |               |  |  |                 |  |
|                    |   | …                    | …                        |  |  |       |  |  |               |  |  |                 |  |
|                    |   | …                    | …                        |  |  |       |  |  |               |  |  |                 |  |
|                    |   | …                    | …                        |  |  |       |  |  |               |  |  |                 |  |
| …                  |   | …                    |                          |  |  |       |  |  |               |  |  |                 |  |
|                    |   | …                    | …                        |  |  |       |  |  |               |  |  |                 |  |
|                    |   | …                    | …                        |  |  |       |  |  |               |  |  |                 |  |
|                    |   | …                    | …                        |  |  |       |  |  |               |  |  |                 |  |
|                    |   | …                    |                          |  |  |       |  |  |               |  |  |                 |  |